# 酒醋麵局
酒醋麵局，明朝二十四衙門的八局之一，掌宫内食用酒醋、糖酱、面豆诸物。

## 官制
- 掌印太监，一员；
- 管理，无定员；
- 佥书，无定员；
- 掌司，无定员；
- 监工，无定员。

## 人员

### 正德时期
银保（右副使）、
韩锡